# Hiorthhamn

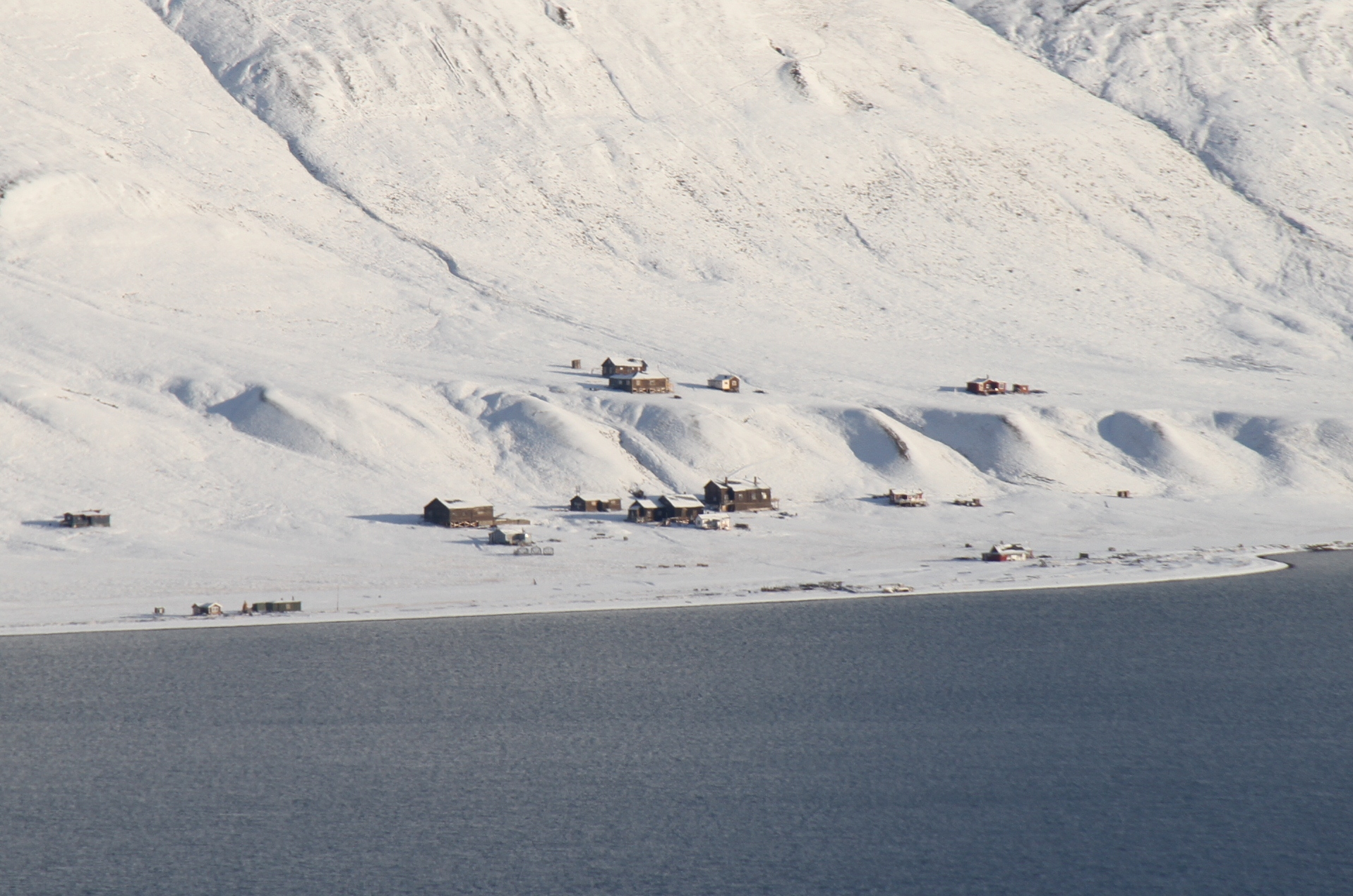
Hiorthamn i september

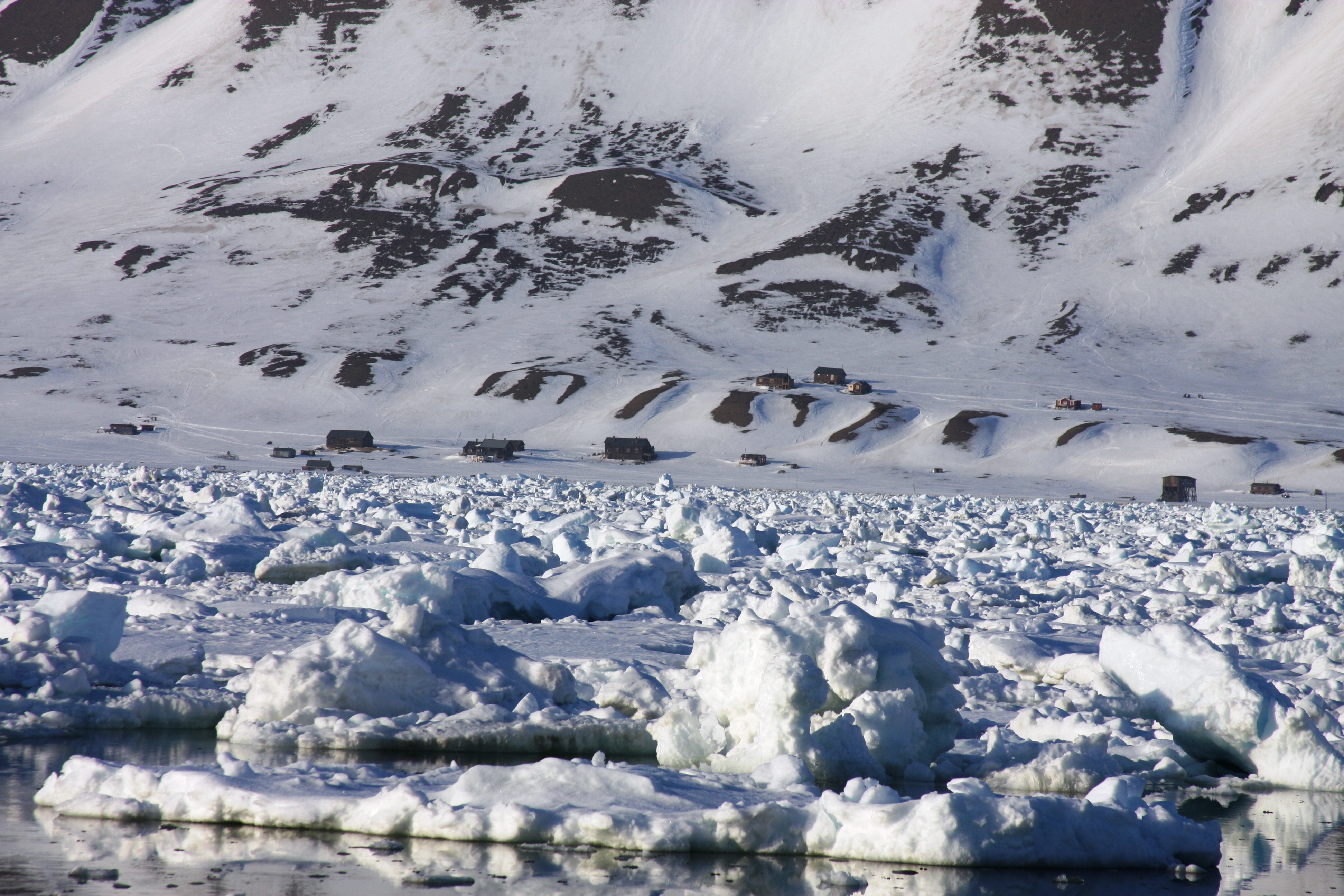
Hiorthamn i april

Hiorthhamn, mellan 1938 och 2002 benämnd Moskushamn, är ett övergivet gruvsamhälle vid Adventfjorden på Spetsbergen i Svalbard, på motsatt sida av fjorden från Longyearbyen.
År 1902 köpte det brittiska företaget The Spitsbergen Coal and Trading Company Ltd de kolfält vid Revneset, som en norsk privatperson hade gjort inmutning i. Utvinningen på norra sidan av Adventfjorden påbörjades av det brittiska företaget med grundandet av Advent City 1905. Det brutna kolet höll låg kvalitet, varför utvinningen på Revneset upphörde 1908. Anläggningen såldes till A/S De Norske Kulfelter Spitsbergen 1916, varefter De Norske Kulfelter under Fredrik Hiorth 1917 flyttade delar av anläggningen längre in i fjorden till det som blev Hiorthhamn. Denna ligger nere vid fjorden vid foten av Hiortfjellet (786 meter över havet). Den nya gruvan anlades i en högre liggande flöts med inslag i bergssidan, 582 meter över havet. Denna gruva, kallad "Sneheim", var i drift från 1921, och sedan en kort period 1924–1925. Den stängdes slutligen 1940.
I Hiorthamn fanns bostadsbaracker, smedja, lager, köksbyggnad, sågverk, sjukhus och kontorsbyggnad. Idag finns ett antal byggnader bevarade, liksom husgrunder, rester av gruvanläggningen och inte minst av linbanor. Linbanans slutpunkt på kajen är välbevarad och numera iståndsatt. Flera av husen i Hjorthhamn används som fritidshus.
Efter Ny-Ålesund är Hjorthhamn den plats i Svalbard som rymmer flest kulturminnen.
Hiorthamn ändrade namn till Moskushamn 1938, efter det att 17 myskoxar importerats från Grönland år 1929 och släppts ut där. På 1960-talet fanns ett bestånd på mellan 50 och 100 djur, men detta minskade på 1970-talet. Den sista observationen av myskoxe i Svalbard gjordes 1985. Myskoxen är idag utdöd på Svalbard.
Inne i fjorden vid Hiorthhamn ligger vraket av skeppet Telanbo, som användes som arbetsfartyg för televerksamhet på 1980-talet och sänktes där 1991.
Egendomen Austre Adventfjord, som omfattar Hiorthhamn och dess kolfält i Operafjellet, ägs idag av norska staten. Innan 2016 var egendomen privatägd genom familjen Johan Jacob Horn.